# よみ人しらず
よみ人しらず（よみびとしらず）は、日本の古代から中世にかけての和歌集において、作者（よみ人）が不明、あるいは匿名であることを示す表現。詠み人知らず、読み人知らず、詠人不知、読人不知とも書く。